# Біржовий університет
Біржовий університет — українська компанія, яка надає освітні та інформаційні послуги у сфері інвестування через інструменти фондового ринку. Навчальний центр має за мету підвищувати рівень фінансової грамотності населення України за допомогою навчальних програм різного рівня складності.

## Історія
Біржовий університет було засновано у 2022 році.  Компанія почала свою діяльність з двох базових курсів: «Основи біржової справи» та «Технічний та фундаментальний аналіз». У жовтні 2022 р. Біржовий університет додав курс «Технічний аналіз PRO». Крім цього, навчальний центр перетворився у повноцінну компанію з працівниками до 20 осіб.
На початку 2023 р. компанія провела свій перший офлайн-захід — Female Freedom Forum, жіночий форум про інвестиції на фондовому ринку, у свій розвиток та Україну.
Протягом 2023 р. лектори та експерти Біржового університету брали участь як спікери на таких заходах: Business Wisdom Summit, Invest Forum, MRKTNG MRTH, «Жити на відсотки», Invest Forum.Restart, Superwoman, Woman's Day, She Congress 2023, Invest Talk Summit.
У травні 2023 р. навчальний центр провів першу церемонію з нагородження фінансових лідерів думок в Україні — Fin Blogger Award.
У червні 2023 р. Біржовий університет провів безкоштовний табір з фінансової грамотності для дітей Freedom Camp.
У серпні 2023 р. компанія запустила окремий курс для блогерів Fin Blogger Academy.
Протягом року Навчальний центр Біржовий університет проводив безкоштовний вебінар «Хто тут інвестор».  У жовтні та грудні цю гру провели вже офлайн у Києві та Житомирі. Крім цього, випустили власну настільну гру. На початку 2024 р. компанія представила нові навчальні програми — курс по жіночих фінансах Female Finance і майстер-клас з дивідендних акцій.

## Діяльність
Основними напрямки діяльності Біржового університету є онлайн-курси різного рівня складності, індивідуальні програми навчання, послуги корпоративного навчання з фінансової грамотності для компаній різного спрямування, та інформаційно-консультаційні послуги для отримання додаткової експертної інформації від інвесторів-практиків.
Лекторами є експерти з фондових ринків України та США з досвідом роботи понад 8-10 років. Вони також є інвестиційними аналітиками, мають авторські колонки на порталі «Мінфін», PRO Гроші, Dengi.ua та експертні блоги.  Біржовий університет проводить авторські курси, програма яких базується на власному досвіді та практиці, під час навчання лектори торгують цінними паперами разом зі студентами та розбирають власні прибуткові й збиткові угоди.  
Навчання в «Біржовому університеті» відбувається онлайн та включає уроки в записі тривалістю 10–20 хвилин та онлайн-воркшопи. До кожного уроку є роздаткові матеріали, чек-листи та гайди. Також передбачені тести для перевірки знань і випускні роботи.

## Благодійні проєкти
Компанія проводить благодійні заходи та збирає кошти на допомогу ЗСУ, дітям, внутрішньо-переміщеним особам, жінкам, які постраждали внаслідок війни та інше. За 2023 рік навчальний центр організував низку офлайн-заходів, серед яких:  
- Female Freedom Forum  — масштабний жіночий форум про інвестиції в цінні папери під час якого було зібрано 128 тис. грн для допомоги внутрішньо переміщеним жінкам і дітям.[24]
- Wine-meetup з інвестицій у Дніпрі. Компанія спрямувала 43 тис. грн для медичного обладнання у Дніпрі.[25]

Зібрані гроші пішли на соціальний проєкт із розвитку фінансової освіти дітей 一 літній табір фінансової грамотності Freedom Camp.